# Johann Philipp von Stadion

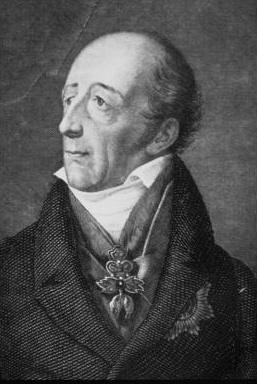
Johann Philipp von Stadion.

Johann Philipp  Karl Joseph von Stadion, greve av Warthausen, född den 18 juni 1763, död den 15 maj 1824, var en österrikisk statsman. Han var son till det kurmainziska hovrådet Johann Franz Konrad von Stadion zu Warthausen und Thannhausen.
Stadion representerade Österrike i Stockholm 1787–1790, i London 1790–1793, i Berlin 1800–1803 och i Sankt Petersburg 1803–1805; i sistnämnda egenskap hade han stor andel i den så kallade tredje koalitionens tillkomst. Omedelbart efter Österrikes och Rysslands nederlag vid Austerlitz 1805 utnämndes Stadion till statskansler i Cobenzls ställe. Det stod snart klart för honom, att en ny brytning med Frankrike förr eller senare var oundviklig, och han insåg till fullo den svaghet, som vid föregående konflikter legat däri, att den österrikiska politiken uteslutande varit regeringarnas, inte folkets, sak. 
I högre grad än någon österrikisk statsman före honom vädjade han därför till de folkliga krafterna (märkligt är särskilt upprättandet av ett lantvärn 1807), och i statsförvaltningen började en ny och friare anda göra sig gällande. Då upproret i Spanien gav Napoleon I full sysselsättning på annat håll, fann Stadion tiden vara inne. I samverkan med Metternich, då österrikisk ambassadör i Paris, och stödd av folkmeningen i Österrike, men under ett visst motstånd från ärkehertig Karl, härens reorganisator, genomdrev han (vintern 1808–1809) krigsbeslutet. 
Syftet med fredsbrottet hettes vara att bryta det napoleonska systemet, och Tredje koalitionen hade hoppats att för denna strävan kunna vinna Rysslands och Preussens bistånd och att kunna organisera det överallt i Europa (särskilt i Tyskland) jäsande missnöje, som redan tagit sig uttryck i det spanska upproret. Men tiden var ännu inte mogen. Ryssland och Preussen höll sig undan, och de väntade folkresningarna (utom i Tyrolen) uteblev. Napoleon kunde med överlägsna krafter kasta sig mot Österrike, och fälttåget fick ett för österrikarna ogynnsamt förlopp. 
Mot Stadions råd slöt kejsar Frans först stilleståndet i Znaim och sedan freden i Schönbrunn (den 14 oktober). Då hade Stadion redan nedlagt sitt ämbete och efterträtts av Metternich, som nu förordade fred och vänskap med Frankrike. Men några år senare (1813) fick Stadion som Österrikes diplomatiska ombud (bland annat vid mötet i Reichenbach) medverka vid tillkomsten av den stora koalition, som kastade Napoleon över ända; i denna egenskap undertecknade han också freden i Paris 1814. Från 1814 till sin död var han finansminister.